# Osório Duque-Estrada

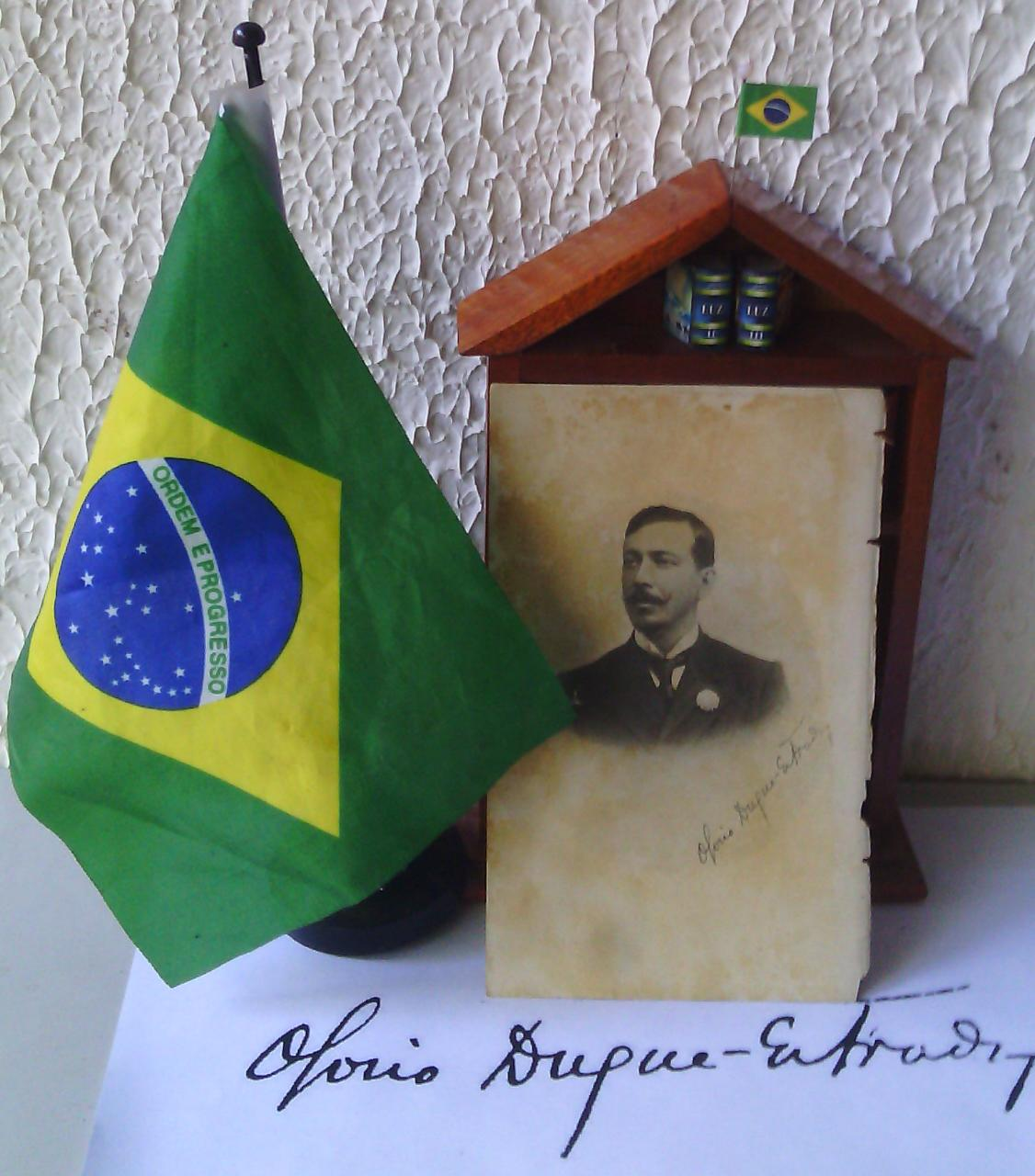
Retrato e assinatura do poeta.

Joaquim Osório Duque-Estrada (Vassouras, 29 de abril de 1870 — Rio de Janeiro, 5 de fevereiro de 1927) foi um poeta, crítico literário, professor e ensaísta brasileiro. Seu primeiro livro, um livro de poemas, foi Alvéolos (1886). Conhecido pela autoria da letra do Hino Nacional Brasileiro e sua atividade de crítico literário na imprensa brasileira do início do século XX. Foi membro da Academia Brasileira de Letras. Seu poema de 1909, em versos decassílabos, foi oficializado como letra do Hino Nacional Brasileiro por meio do Decreto nº 15 671, do presidente Epitácio Pessoa, em 6 de setembro de 1922, véspera do Centenário da Independência do Brasil.

## Biografia
Duque-Estrada nasceu no então município de Vassouras, no sul do estado do Rio de Janeiro. Foi eleito em 25 de novembro de 1915 para a cadeira número 17 da Academia Brasileira de Letras, na sucessão de Sílvio Romero, foi recebido em 25 de outubro de 1916 pelo acadêmico Coelho Neto.
Era filho do tenente-coronel Luís de Azeredo Coutinho Duque-Estrada e de Mariana Delfim Duque-Estrada. Era afilhado do general Osório, marquês do Erval. Estudou as primeiras letras na capital do antigo império, nos colégios Almeida Martins, Aquino e Meneses Vieira. Matriculou-se em 1882 no imperial Colégio Pedro II, onde recebeu o grau de bacharel em letras, em dezembro de 1888. Em 1886, ao completar o quinto ano do curso, publicou o primeiro livro de versos, Alvéolos.
Começou a colaborar na imprensa, em 1887, escrevendo os primeiros ensaios na Cidade do Rio, como um dos auxiliares de José do Patrocínio na campanha da abolição. Em 1888 alistou-se também nas fileiras republicanas, ao lado de Silva Jardim, entrando para o "Centro Lopes Trovão" e o "Clube Tiradentes", de que foi segundo secretário. No ano seguinte foi para São Paulo, a fim de se matricular na Faculdade de Direito, entrando nesse mesmo ano para a redação do Diário Mercantil. Abandonou o curso de Direito em 1891 para se dedicar à diplomacia, sendo então nomeado segundo secretário de legação no Paraguai, onde permaneceu por um ano.
Regressou ao Brasil, abandonando de vez a carreira diplomática. Fixou residência em Minas Gerais, de 1893 a 1896. Aí redigiu o Eco de Cataguases. Nos anos de 1896, 1899 e 1900 foi sucessivamente inspetor geral do ensino, por concurso; bibliotecário do Estado do Rio de Janeiro e professor de francês do Ginásio de Petrópolis, cargo que exerceu até voltar para a cidade do Rio de Janeiro, em 1902, sendo nomeado regente interino da cadeira de História Geral do Brasil, no Colégio Pedro II.
Deixou o magistério em 1905, voltando a colaborar na imprensa, em quase todos os diários do Rio de Janeiro. Entrou para a redação do Correio da Manhã, em 1910, dirigindo-o por algum tempo, durante a ausência de Edmundo Bittencourt e Leão Veloso. Foi nesse período que criou a seção de crítica Registro Literário, mantida, de 1914 a 1917, no Correio da Manhã; de 1915 a 1917, no Imparcial; e, de 1921 a 1924, no Jornal do Brasil. Uma boa parte de seus trabalhos desse período foram reunidos em Crítica e polêmica (1924). Tornou-se um crítico literário temido. Gostava de polêmicas. De todas as censuras que fez, nenhuma conseguiu dar-lhe renome na posteridade.
Como poeta, não fez nome literário, a não ser pela autoria da letra do Hino Nacional. Além do livro de estreia, publicado aos 17 anos, Flora de Maio, com prefácio de Alberto de Oliveira, reunindo poesias escritas até os 32 anos de idade. Revela sensível progresso na forma e na ideia. Conserva a feição dos poetas românticos, apesar de publicado em plena florescência do Parnasianismo, de que recebeu evidentes influxos, conservando, contudo, a essência romântica.

## Obras

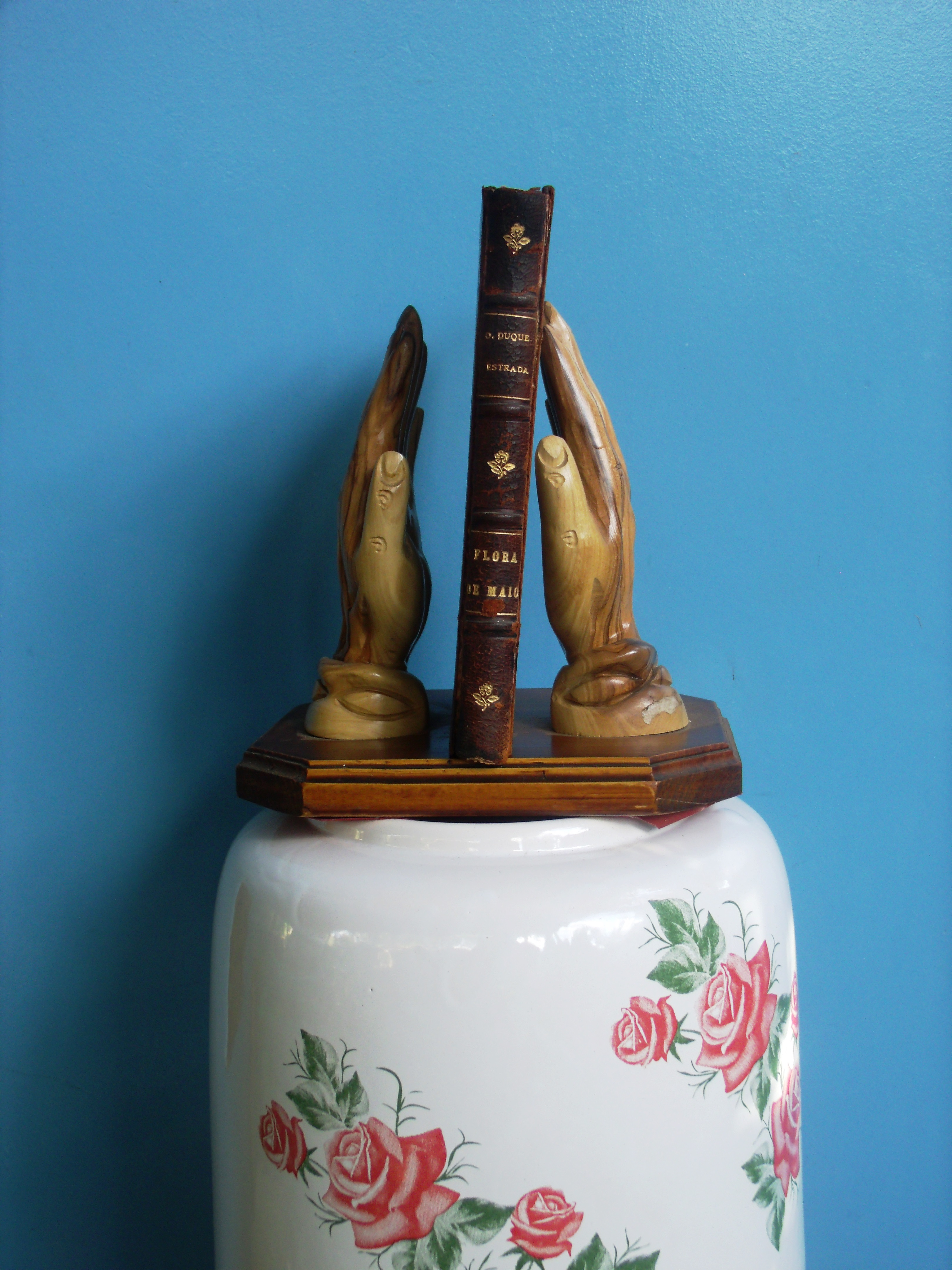
Flora de Maio, edição de 1902.

Encontram-se trabalhos seus na Revista Americana; em O Mundo Literário; na Revista da Língua Portuguesa e na Revista da Academia Brasileira de Letras.

## Academia Brasileira de Letras
Foi o segundo ocupante da cadeira 17 da Academia Brasileira de Letras, eleito em 25 de novembro de 1915, na sucessão de Sílvio Romero, recebido pelo acadêmico Coelho Neto em 25 de outubro de 1916. Recebeu o acadêmico Luís Carlos.